# Anderson Hernanes de Carvalho Andrade Lima
Anderson Hernanes de Carvalho Andrade Lima, conegut com a Hernanes (29 de maig del 1985, Recife, Brasil), és un jugador brasiler de futbol que juga de centrecampista ofensiu. Actualment, milita al São Paulo del Brasil. L'estiu del 2008 va ser seguit pels grans clubs d'Europa (FC Barcelona, AC Milan i Inter de Milà) de cara a incorporar-lo als seus planters la propera temporada.
El 7 de maig de 2014 el seleccionador brasiler Luiz Felipe Scolari el va incloure a la llista final de 23 jugadors que representaran el Brasil a la Copa del Món de Futbol de 2014.

## Campionats
- Lliga brasilera: 2007

## Premis personals
- Pilota de Plata brasilera: 2007